# 奥里萨邦
奥里萨邦（前作，羅馬化：oṛiśā，發音：[oɽiˈsa] ⓘ），又译奥迪沙邦，是位于印度东部的一个邦，東臨孟加拉灣，首府为布巴内什瓦尔。奧迪薩邦之立法機構為147席的邦議會。1957年，印度政府在默哈讷迪河上築壩，攔蓄成希拉庫德水庫，希拉庫德水庫為全球最大土壩。

## 歷史
这里是古代羯陵伽国，后被難陀王朝统治，1751年歸馬拉塔帝國，1803年為英國人奪取，1912年為孟加拉領土，1912年成立比哈爾與奧里沙省，1936年單獨設省，1950年改邦。

## 人口
根據2001年普查，奧迪薩邦邦內人口約94%是印度教徒，基督教徒及穆斯林各佔約2%。

## 經濟
奧迪薩邦生產多項農工業產品，農產品有小麥、稻、甘蔗、黃麻及油菜籽，亦有林業及漁業，礦產有鉻、鐵、石墨、石灰石、白雲石及鐵礦石，工業有玻璃、機械、化學肥料、水泥、手工藝品、紡織及製糖。金三角地區（戈納勒格、布里及布班內斯瓦爾）為旅遊區。

### 主要經濟走向
下表是表示奧迪薩邦邦內生產總值，由印度統計和計畫部門所公佈的資料，單位為百萬印度盧比：
| 年份   | 奧迪薩邦邦內生產總值 |
| ------ | -------------------- |
| 1980年 | 37,080               |
| 1985年 | 68,230               |
| 1990年 | 109,040              |
| 1995年 | 271,180              |
| 2000年 | 387,280              |

## 文化
相傳古印度著名佛教僧人──龍樹菩薩就是在奧迪薩的海岸，被龍王帶到海底龍宮，從而得到大乘佛教經典──《大方廣佛華嚴經》。玄奘旅印時，經過的就是奧迪薩。这里是性力派流行的地方。